# Homaranizm

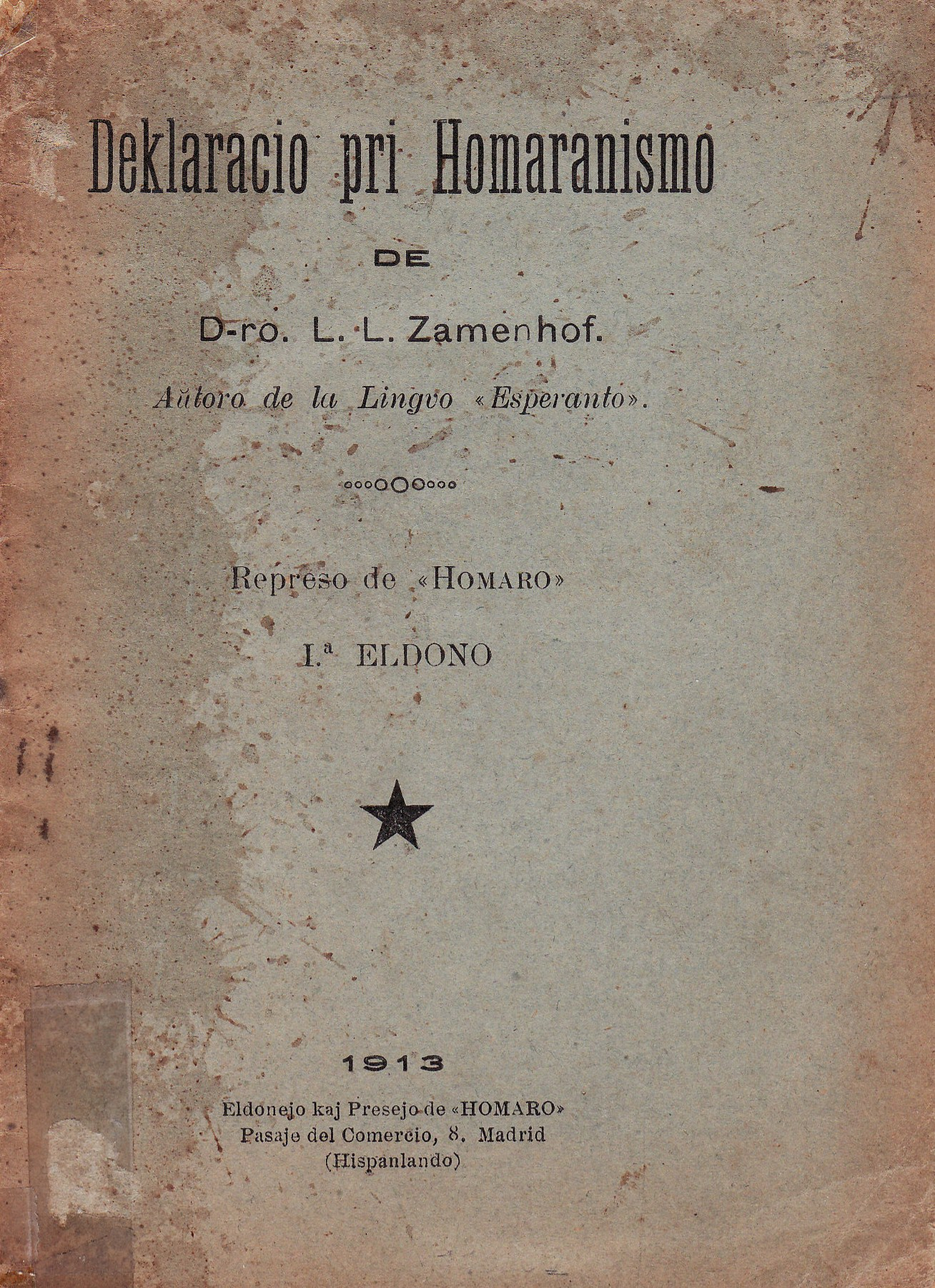
Okładka Deklaracji Homaranizmu, 1913

Homaranizm (esperanto: homaranismo; od homaro – ludzkość) – idea Ludwika Zamenhofa mająca doprowadzić do porozumienia ludzi wszystkich języków i wyznań na zasadzie wzajemnego braterstwa, równości i sprawiedliwości.
Pierwszym wariantem tej myśli był hilelizm (nazwa utworzona od imienia znanego z wyrozumiałości starożytnego rabina Hillela) omówiony w broszurze pod tym tytułem z 1901 r. Początkowo pomyślany jako próba zreformowania judaizmu wzbudził zainteresowanie jedynie carskiej tajnej policji. W dziele „Dogmaty hilelizmu” z 1906 r. przybrał postać powszechnego braterstwa między ludźmi, ostatecznie twórca zmienił nazwę na homaranizm dla podkreślenia uniwersalności.
Podobnie jak wymyślony przez Zamenhofa język esperanto zbliżać miał ludzi mówiących różnymi językami, hilelizm, a następnie homaranizm miał łączyć ludzi wyznających różne religie. Według czwartego dogmatu:
Tak samo, jak esperanto nie chce zastąpić języków, lecz być drugim językiem każdego człowieka, tak samo hilelizm chce nie zastąpić, lecz być drugą religią każdego człowieka. W swoim domu każdy hilelista może mówić w swoim ojczystym języku lub dialekcie i żyć według obyczajów swojej rodzimej religii, lecz w żadnych miejscach ani sprawach publicznych hilelista nigdy nie będzie narzucał innym osobom swojego własnego języka ani religii, lecz będzie się starał, aby panowały język i religia neutralnie ludzkie.
Idee te nie znalazły zrozumienia nawet wśród esperantystów. Samemu twórcy nie udało się też usunąć tkwiących w nich wewnętrznych sprzeczności.